# Heinz Luckenbach
Erich Heinz Luckenbach (Spitzname Lucki; * 21. Januar 1913 in Berlin; † 30. November 1985 in Wesel) war ein deutscher Künstler.

## Leben
Erich Heinz Luckenbach, der seine Werke mit Heinz Luckenbach signierte und den Spitznamen Lucki erhielt, wurde am 21. Januar 1913 in Berlin geboren. Seine Schulzeit verbrachte er in einer Kadettenanstalt in Potsdam, der sich der Militärdienst anschloss. Er studierte zwischen 1932 und 1935 an der Graphischen Hochschule Berlin. Zu seinen Lehrern gehörte der Maler Max Trump. Anschließend absolvierte Luckenbach drei Jahre lang praktische Arbeit im Atelier. Während des Zweiten Weltkriegs diente Luckenbach als Fähnrich beim Afrika-Korps. In der Nachkriegszeit zog Luckenbach nach Duisburg-Walsum, wo er erste Aufträge als Maler und Grafiker erhielt.
In dieser Zeit begann Luckenbach sich mit anderen Duisburger Künstlern zu vernetzen. So gehörte er im Jahr 1957 zu den Gründungsmitgliedern der Duisburger Sezession. Zwischen 1960 und 1978 wurde er Kunsterzieher am Gymnasium Duisburg-Hamborn. Gleichzeitig wurde er Kursleiter an der Volkshochschule Dinslaken. Ab 1979 war er ein Jahr lang Kunstlehrer am Gymnasium Ludwigsburg und gleichzeitig auch an der dortigen Volkshochschule tätig.
Heinz Luckenbach starb am 30. November 1985 im nordrhein-westfälischen Wesel. Im Duisburger Stadtteil Walsum wurde die Heinz-Luckenbach-Straße nach dem Künstler benannt. Sein Nachlass, der persönliche Dokumente, ein Gästebuch, Unterlagen zu Auftragsarbeiten, Ausstellungen und dem Verbleib von Werken, eine Auflistung seiner Werke, eine Sammlung von Werkfotografien sowie persönliche Korrespondenz enthält, wird heute im Germanischen Nationalmuseum Nürnberg aufbewahrt. 

## Auszeichnungen und Mitgliedschaften
- 1946 Briefmarkenwettbewerb Berlin
- 1953 Wettbewerb Europäischer Staatseisenbahnen Rom

- ab 1946 Niederrheiner
- ab 1953 Duisburger Künstlerbund
- ab 1957 Duisburger Sezession
- Salzburger Kunstverein[3]

## Werke (Auswahl)

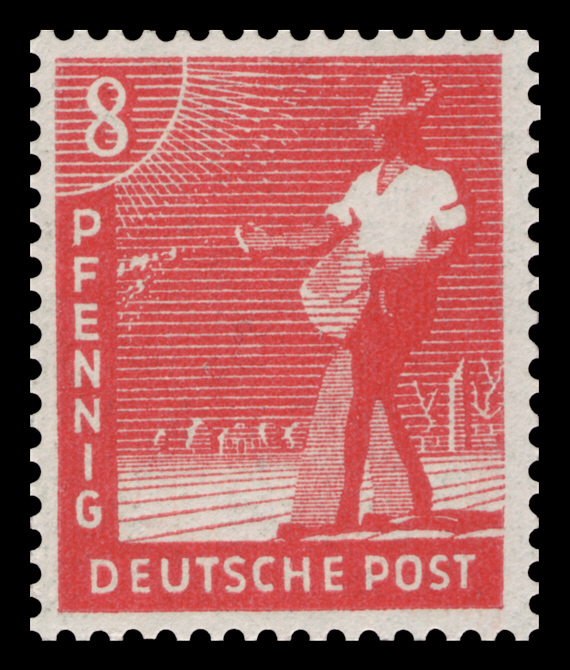
Briefmarke von 1947

Heinz Luckenbach schuf bildende Kunst in den Gattungen Malerei, Grafik sowie Bildhauerarbeiten. Motivisch arbeitete sich Luckenbach dabei immer wieder an der Weite des Niederrheins ab. Es entstanden Aquarelle und Ölbilder, die den Ruhrorter Hafen und die ländliche Landschaft um Wesel thematisieren. Die Ölmalerei musste Luckenbach in der Nachkriegszeit aufgrund einer Farballergie aufgeben. Besondere Bedeutung für das Frühwerk des Künstlers haben auch die 1947 und 1948 herausgegebenen Briefmarken des Alliierten Kontrollrats, die einen Sämann zeigen. 
Kunst im öffentlichen Raum:
- 1962, Denkmal für das Grubenunglück Völklingen, Duisburg-Overbruch